# مجد حنا
مجد حنا (29 أبريل 1990 -) هو ممثل سوري.

## حياته ونشأته ومسيرته
مواليد دمشق 1990م شقيق الفنانة كندة حنا. بدا مسيرته الفنية مع المخرج الكبير غسان جبري مسرحية بعنوان (شهيد للبيع) على مسرح ” شهبا شارك خلال عدد كبير من الأعمال التي يشارك بها ومنها مسلسل «خاتون» ومسلسل البيئة الشامية باب الحارة.

## أعماله

### في التلفزيون
- باب الحارة (الجزء التاسع) (2017) بدور «جواد»
- باب الحارة (الجزء الثامن) (2016) بدور «جواد»
- حارة المشرقة (2015) بدور «محمود»
- لست جارية (2015)